# Vignaux
Vignaux település Franciaországban, Haute-Garonne megyében. Lakosainak száma 157 fő (2022. január 1.). Vignaux Caubiac, Bellegarde-Sainte-Marie, Garac és Encausse községekkel határos.

## Népesség
A település népessége az elmúlt években az alábbi módon változott:
| Lakosok száma | 101  | 110  | 101  | 115  | 119  | 122  | 135  | 144  | 146  | 157  |
|               | 1968 | 1982 | 1990 | 2006 | 2013 | 2015 | 2017 | 2019 | 2020 | 2022 |